# Đường sắt Hà Nội – Đồng Đăng
Đường sắt Hà Nội – Đồng Đăng (trước năm 1978 gọi là Đường sắt Hà Nội – Mục Nam Quan) là một tuyến đường sắt liên vận quốc tế nối Hà Nội với các tỉnh trung du và miền núi Đông Bắc. Tuyến này có từ thời thực dân Pháp cai trị Việt Nam.
Toàn tuyến dài 162 km. Đây là tuyến đường sắt chỉ một và duy nhất có khổ lồng 3 đường ray 1000mm và 1435mm.
Tuyến Hà Nội – Đồng Đăng có điểm đầu là ga Hà Nội và điểm cuối là ga Đồng Đăng với lý trình như sau:
- Các tỉnh, thành: Hà Nội – Bắc Ninh – Lạng Sơn;
- Các ga: Long Biên – Gia Lâm – Bắc Ninh – Bắc Giang – Lạng Sơn – Đồng Đăng

Đường sắt Hà Nội – Đồng Đăng còn kết nối với tuyến đường sắt Hành Dương – Bằng Tường của Trung Quốc.
Cùng với tuyến đường sắt Bắc Nam, tuyến đường sắt Hà Nội – Đồng Đăng là một phần của hệ thống tuyến đường sắt xuyên lục địa Á – Âu.